# Tales of Evening
A Tales of Evening szimfonikus metal zenekart 2011 elején alapította Ádám Attila billentyűs.

## Története
2011 szeptemberében jelent meg debütáló videoklipjük, Lázadás címmel, amely azóta a zenekar úgymond himnuszává vált. A megjelenése után a zene.hu videoranglistájának élén állt, több napon keresztül. 2012 első felében már színpadon is debütált a zenekar, majd azév szeptemberében a Hammerworld rockmagazin mellékleteként napvilágot látott az együttes első lemeze, Hajléktalan lélek címmel. A felvételek a zenekart alapító billentyűs-dalszerző saját, otthoni stúdiójában, az Adamatys stúdióban készültek, az anyag masterelését pedig a szolnoki Denevér Hangstúdióra bízták. Ezen a lemezen a zenekar a következő felállásban működik közre: Ádám Attila, Ribarics Tamás, Németh András, Pálosi Róbert, Dudás Ivett. A Hammerworld magazin olvasói egy év végi szavazáson az év kedvenc magazinmellékletének szavazták meg a szimfonikus, dallamos metálzenét játszó társaság bemutatkozó cd-jét.
A 2013-as év számos fellépést tartogatott a csapatnak, sikerült több külföldi híresség előzenekaraként is játszaniuk, mint a Sabaton, Eluveitie, Luca Turilli's Rhapsody. Ősszel elkészült a Tales of Evening A szél feltámad (az első dal, mely angol nyelven is megjelent) című kislemeze, mely dalhoz videóklipet is forgattak. A dalt tartalmazó nagylemez, mely Szilánkok címen látott napvilágot, 2015-ben, szintén a Hammerworld magazin mellékleteként jelent meg. A lemezen közreműködött Szijártó Zsolt, a Kárpátia zenekar szólógitárosa és Balázs Zsuzsa. A felvételek ismét az Adamatys stúdióban kerültek rögzítésre, a keverést és mastert egy másik elismert magyarországi stúdióra bízták, a törökbálinti Supersize Recordingra. Ezen a lemezen már egy másik basszusgitáros játéka hallható, Gyulai Ádám döngeti a húrokat.
A zenekar egyre több helyszínen léphetett fel, és az Ossian és Kárpátia zenekarokkal közösen az ország számos pontján koncertezhettek.
2018-ban, ismét újabb basszusgitárossal (Németh Attila), újfent a Hammerworld terjesztésében napvilágot látott a csapat harmadik nagylemeze, ami a kritikusok és zenekedvelők szerint az együttes történetének legérettebb albuma lett, éppúgy hangzás, mint dalok és borító/booklet tekintetében. Az Adamatys stúdióban felvételre kerülő anyag masterelését most egy neves németországi szakemberre, az Orden Ogan gitárosára, Sebastian 'Seeb' Levermannra bízták, így az a németországi Arnsbergben található Greenman Studiosban nyerte el profi megszólalását.
A tripla jubileumot ünneplő Ossian zenekar (Paksi Endre 60 éves születésnap – Rubcsics Richárd és Paksi Endre 20 éves közös pályafutás – Acélszív lemez 30 éves jubileum) számára készült egy meglepetés tribute-lemez, melyen neves magyar előadók és zenekarok dolgozták át saját stílusukba az Ossian ismert szerzeményeit. Ezen a lemezen a Tales of Evening is meglepte a magyar heavy metal színtér nagyágyúit, saját világukba ültetvén át a Társ a bajban című dalt.
2019-ben Varga Krisztián (ex-Salvus, Ann My Guard)  csatlakozott a csapathoz, és megjelent az együttes első angol nyelvű albuma, New Dawn Awaits címmel, ami az első három magyar nyelvű album legjobb dalainak angol nyelvű változatait tartalmazza.
Két év elteltével helycsere történt, miszerint Pálosi Róbert és Németh Attila kiléptek a csapatból, ekkor csatlakozott a csapathoz Tobola Norbert és Szegedi Dávid.
2022. júliusában a zenekar gitárosa, Ribarics Tamás darázscsípés miatt kómába került. 13 nappal később, július 23-án életét vesztette.
2023 végén hunyt el a korábbi basszusgitáros, Németh András is.
A zenekar jövője sokáig bizonytalan volt, a gyász feldolgozásához a rajongók türelmét és megértését kérték. Dudás Ivett szerint a zenekar Ribarics Tamással együtt a sírba szállt. A billentyűs Ádám Attila ezt részben cáfolta, de az együttes azóta se hallatott magáról.
Az egykori tagok azóta külön utakon járnak. Pálosi Róbert Hydra néven alakított új zenekart. Dudás Ivett és Varga Krisztián a Thy Catafalque-ban, Ádám Attila az Ossianban, a korábbi basszusgitáros Németh Attila a Monastery zenekarban, az utolsó basszusgitáros, Szegedi Dávid az Edda Tribute-ben, Tobola Norbert pedig a Salvusban és a Fahrenheitben zenél.

## Tagok
Utolsó felállás
- Ádám Attila
- Varga Krisztián
- Tobola Norbert
- Szegedi Dávid
- Dudás Ivett

Korábbi tagok

- Ribarics Tamás †
- Németh András †
- Gyulai Ádám
- Németh Attila
- Pálosi Róbert

## Diszkográfia
| Év   | Album             | Megjegyzés                   |
| ---- | ----------------- | ---------------------------- |
| 2012 | Hajléktalan lélek |                              |
| 2015 | Szilánkok         |                              |
| 2018 | A fény nyomában   |                              |
| 2019 | New Dawn Awaits   | Angol nyelvű válogatásalbum. |

## Videók
| Cím              | Év   |
| ---------------- | ---- |
| Lázadás          | 2011 |
| Inkább egyedül   | 2012 |
| A szél feltámad  | 2013 |
| Keresni téged    | 2017 |
| Káprázat         | 2018 |
| Jégvirág         | 2018 |
| Flower of Frost  | 2019 |
| Shelterless Soul | 2019 |